# Avvikelse av en lokal ring
Inom kommutativ algebra, en del av matematiken, är avvikelserna av en lokal ring R vissa invarianter εi(R) som mäter hur långt ringen är ifrån att vara regelbunden.

## Definition
Avvikelserna εn av en lokal ring R med restkropp k är icke-negativa helta definierade i termer av dess Hilbert–Poincaréserie P(x) som 
{\displaystyle P(x)=\sum _{n\geq 0}x^{n}\operatorname {Tor} _{n}^{R}(k,k)=\prod _{n\geq 0}{\frac {(1+t^{2n+1})^{\varepsilon _{2n}}}{(1-t^{2n+2})^{\varepsilon _{2n+1}}}}.}
Den nollte avvikelsen ε0 är inbäddningsdimensionen av R (dimensionen av dess tangentrum). Den första avvikelsen ε1 försvinner exakt då ringen R är en regelbunden lokal ring, i vilket fall alla högre avvikelser försvinner. Den andra avvikelsen ε2 försvinner exakt då ringen R är en fullständig snittring, i vilket fall alla högre avvikelser försvinner.